# 볼콥스카야역
볼콥스카야역(러시아어: Волковская)은 러시아 상트페테르부르크 시에 있는 상트페테르부르크 지하철 프룬젠스코 프리모르스카야 선의 역이다. 2008년 12월 20일에 개통되었다.